# Oxytropis tyttantha
Oxytropis tyttantha är en ärtväxtart som beskrevs av Nikolai Fedorovich Gontscharow. Oxytropis tyttantha ingår i släktet klovedlar, och familjen ärtväxter. Inga underarter finns listade i Catalogue of Life.